# Xanthina squamifera
Xanthina squamifera är en tvåvingeart som beskrevs av Robinson 2003. Xanthina squamifera ingår i släktet Xanthina och familjen styltflugor. Inga underarter finns listade i Catalogue of Life.